# Walter Rammelt
Walter Rammelt (* 29. März 1890 in Bischweiler, Elsass; † 22. September 1947 in Konstanz) war ein deutsch-elsässischer Bildhauer, Maler und Bühnenbildner.

## Leben
Walter Rammelt wuchs in Straßburg auf, wo der Vater Philipp Rammelt als Lyzeal-Professor tätig war. Er war zunächst Schüler der Unterrichtsanstalt des Kunstgewerbemuseums Berlin. Ab 1911 studierte er im Fach Bildhauerei an der Kunstakademie in München an der Bildhauerschule von Balthasar Schmitt. Nach dem Ersten Weltkrieg war er ab etwa 1919 in Rostock ansässig. In den Adressbüchern war er ab 1920 als Bildhauer und Kunstgewerbler und als Mitglied im Deutschen Werkbund (DWB) verzeichnet. In einem vom Heimatbund Mecklenburg ausgeschriebenen Wettbewerb zur Erlangung von Entwürfen von Kriegergedenktafeln in mecklenburgischen Kirchen erhielt Rammelt einen zweiten Preis für seinen Entwurf einer mit einem Heiligen Georg geschmückten Tafel. In anderer Gestaltung ist das Motiv in der Parchimer Georgenkirche realisiert worden. Ab etwa 1924 war er am Rostocker Stadttheater für das Künstlerische Ausstattungswesen verantwortlich – als Bühnenbildner und Theatermaler. Er war zudem aber weiter als akademischer Maler und Bildhauer ausgewiesen. 1928 war Walter Rammelt auf der Architektur-Sonderschau der Vereinigung Rostocker Künstler mit mehreren Bühnenmodellen vertreten. In Verbindung mit dem u. a. von Fritz Specht geschriebenen Rostocker Theaterbrief wurden in den Mecklenburgischen Monatsheften mehrfach Skizzen seiner Bühnenentwürfe und Theaterszenen wiedergegeben. 1929 unternahm er eine Schiffsreise nach Frankreich. Eindrücke von und Zeichnungen zu dieser Reise veröffentlichte er ebenfalls in den Mecklenburgischen Monatsheften.

## Werke (Auswahl)
Bildhauer

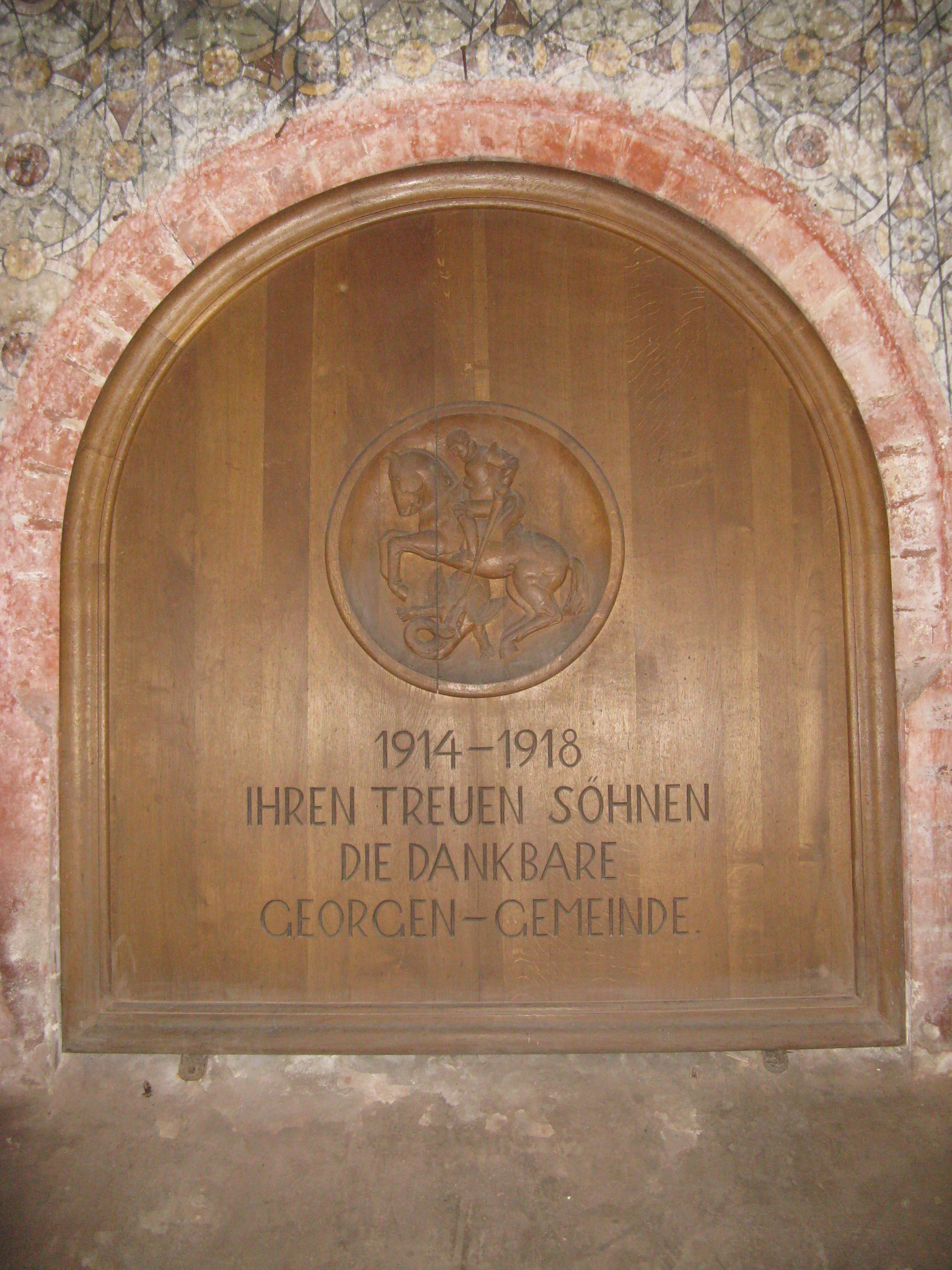
Gedenktafel 1914–1918 in St. Georgen Parchim

- 1920: Denkmal für den Ehrenfriedhof des Alten Friedhofs in Schwerin (Vorsatzbeton, 1924 nach schweren Schäden entfernt)
- 1920: Plastiken im Kurpark Warnemünde[11]
- 1922: Kriegerehrenmal in der Marienkirche Rostock, Reste erhalten (Figuren 1936 zu „entarteter Kunst“ erklärt und entfernt, Namenstafeln nach 1945 entfernt)[12][13]
- um 1923: Kriegergedenktafel 1914–1818 in der Georgenkirche Parchim
- 1926: Plastiken im Landeskinderheim Güstrow[11]

Bühnenbildner
- Bernhard Salno als Don Pasquale (Rostock Stadttheater).
- Stadttheater Rostock (Bühnenentwurf zu Salome).
- Fräulein Westphal als Küsterin in Janáčeks Oper „Jenůfa“.[9]